# Nouvel Ordre Templier

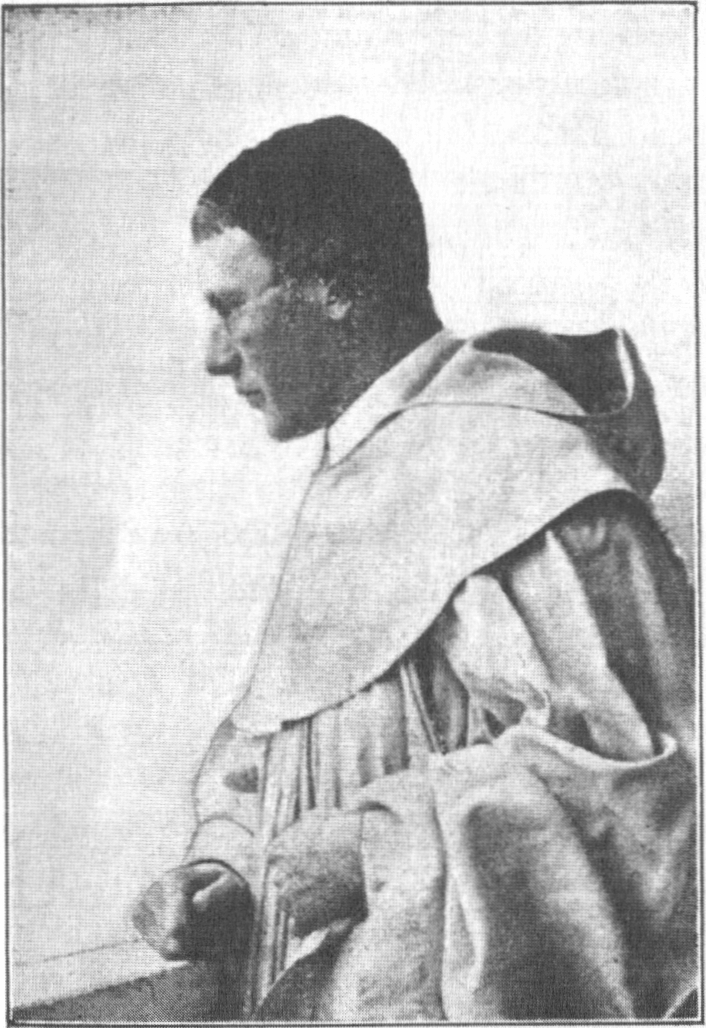
Jörg Lanz von Liebenfels (avant 1907).

Le Nouvel Ordre Templier (Neutemplerorden) ou Ordo Novi Templi (ONT) était une organisation religieuse völkisch. Elle a été fondée en 1900 par Jörg Lanz von Liebenfels à Vienne. Lanz a utilisé cet ordre pour répandre ses idées, qu'il a initialement appelées « théozoologie » ou « christianisme aryen » et à partir de 1915 comme « Aryosophie ». L'ordre combinait la piété chrétienne avec les concepts alors modernes d'études raciales et d'eugénisme.

## Émergence
Lanz avait quitté l'ordre cistercien peu de temps avant la création de son ordre et avait lié le nom de celui-ci aux Templiers médiévaux. Son intérêt pour les Templiers a été suscité par le motif populaire contemporain des Chevaliers du Graal dans la musique et la littérature néo-romantique de Richard Wagner, Erwin Guido Kolbenheyer et Friedrich Lienhard. De plus, les Templiers étaient étroitement associés aux Cisterciens ; Bernard de Clairvaux, le fondateur de l'ordre cistercien, avait également écrit les règles des Templiers et les félicita plus tard pour leur engagement dans les croisades.
Au moment de sa fondation de l'ordre, Lanz est devenu un raciste déterminé qui considérait la race « aryenne » comme la race la plus élevée, engagée dans une bataille défensive contre les races inférieures depuis l'Antiquité. Dans ce contexte, il a créé l'idée que les Templiers avaient pour objectif d'établir un grand empire aryen dans toute la région méditerranéenne . Il a interprété la persécution brutale des Templiers par l'Église catholique romaine à partir de 1312 comme un triomphe de personnes racialement inférieures dont le but était de saper la règle et la préservation de la race aryenne. De plus, il était convaincu que l'Église avait depuis lors supprimé le véritable enseignement chrétien, dont il considérait l'essentiel comme ses idées de lutte raciale. Il voyait donc son propre ordre comme un nouveau départ de la croisade, interrompue depuis des siècles, contre les races inférieures.

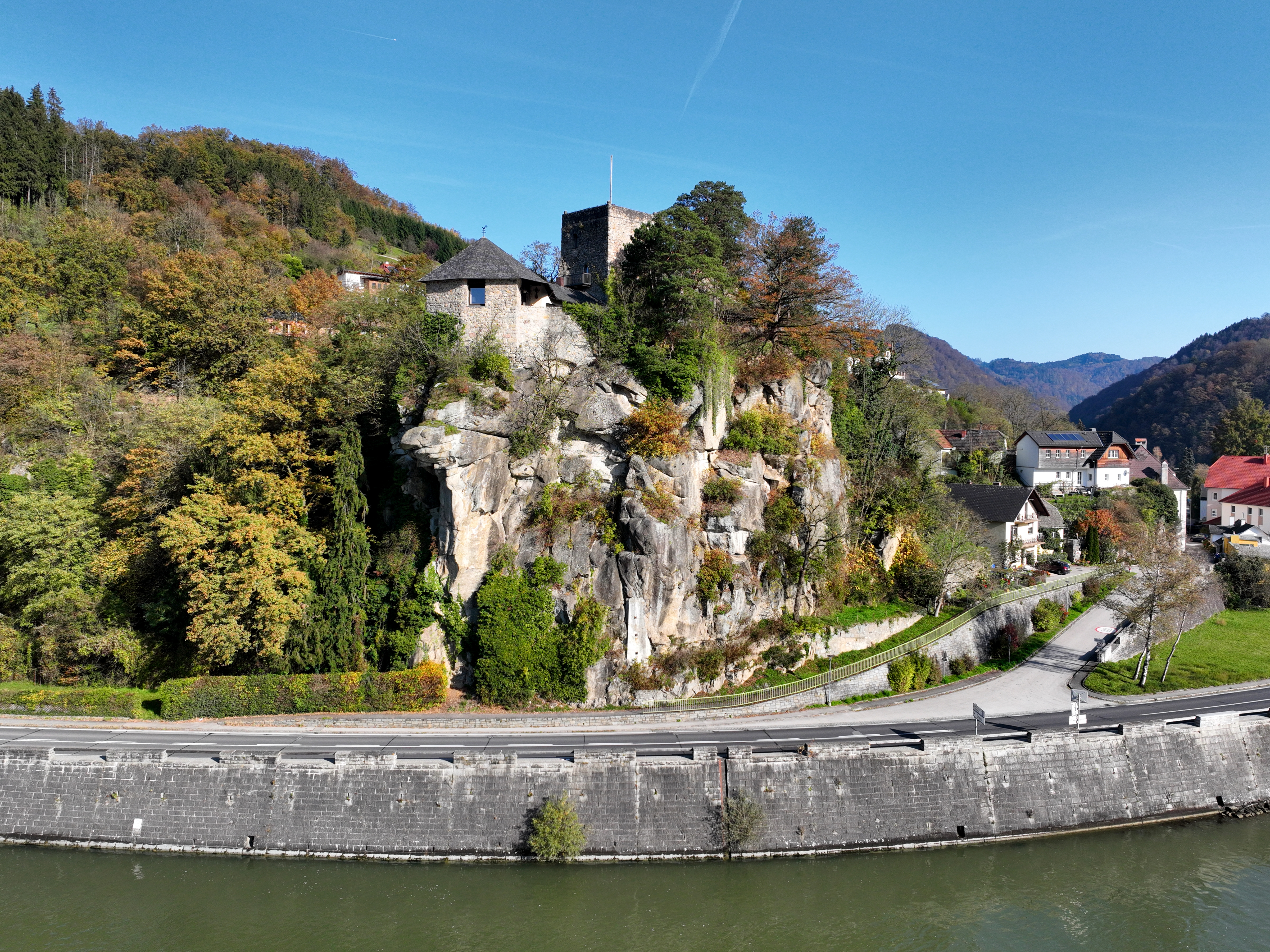
Château de Werfenstein sur le Danube (2022).

En 1907, Lanz a acquis les ruines du petit château de Werfenstein près de Grein en Haute-Autriche comme prieuré de l'ordre. La même année, il publia un programme de l'ordre dans lequel il la décrivit comme une association d'Aryens dont les objectifs étaient de promouvoir la conscience raciale par la recherche généalogique et héraldique, par le biais de concours de beauté et par l'établissement d'États racialement exemplaires dans les régions sous-développées du monde.
Il a développé sa propre liturgie et ses propres cérémonies pour l'ordre. Les règles de l'ordre stipulaient que seuls les hommes blonds et aux yeux bleus étaient autorisés à y entrer, les novices devaient également répondre à d'autres critères d’arianisme, tels que Lanz les avait énoncés dans sa série Ostara . Une hiérarchie a été établie au sein de l'ordre, qui était basée sur la pureté raciale (supposée). Le jour de Noël 1907, Lanz a hissé deux drapeaux sur la tour de la forteresse : l'un avec les armoiries des von Liebenfels, une famille noble qui serait morte vers 1790, et l'autre avec une croix gammée, à l'époque symbole populaire du mouvement national.
À partir de 1908, des célébrations de haut niveau ont eu lieu à Werfenstein. Plusieurs centaines d'invités ont voyagé en bateau à vapeur sur le Danube, sur lequel se trouve le château, et ont été accueillis par des coups de canon, pour ensuite célébrer dans la cour. Cela a reçu une grande réponse dans la presse nationale et un intérêt accru pour les publications de Lanz.
Lanz a continué à travailler sur les cérémonies et a écrit des chants et des vers pieux. Son théozoologisme considérait les « singes » comme l'origine des races inférieures. En 1915 et 1916, un bréviaire Nouveau-Templier fut publié en deux parties, que Lanz avait écrit avec d'autres frères. Il contenait des psaumes et des hymnes de louange qui suivaient la tradition chrétienne mais imploraient le Christ de racheter la race aryenne et d'éteindre les races inférieures.

## Ascension
Jusqu'en 1914, les activités étaient limitées à Vienne et à Werfenstein, et l'ordre ne comptait qu'environ 50 membres. Après la guerre, cependant, il commença à s'étendre et plusieurs bases furent installées en Allemagne et en Hongrie, où Lanz se trouvait depuis 1918. Le principal organisateur de cette renaissance de l'ordre fut Detlef Schmude. En 1914, il avait fondé un deuxième prieuré à Hollenberg près de Kornelimünster (aujourd'hui partie d' Aix-la-Chapelle) et peu après son retour du front de facto il a repris le rôle de l'émigré de Lanz. Son prieuré de Hollenberg resta cependant un aménagement temporaire, pour lequel un bâtiment convenable ne fut jamais trouvé et qu'il ferma en 1926. Entre-temps, cependant, il y a eu deux nouveaux prêtres : l'un dans les remparts de Wickeloh dans la communauté de Groß Oesingen près d'Uelzen en Basse-Saxe et le prieuré de Marienkamp, que Lanz a lui-même fondé et qui, à partir de 1926, avait son siège officiel dans une église en ruine du XIIIe siècle sur la rive nord du Balaton hongrois,.
En termes financiers, l'ordre doit sa survie dans la période d'après-guerre à l'industriel viennois Johann Walthari Wölfl. Il était un lecteur assidu de l' Ostara et offrit à Lanz des fonds considérables à la condition qu'on lui confie le Prieuré de Werfenstein. Il a reçu ce bureau et a par la suite permis à la section autrichienne de l'ordre de s'épanouir grâce à ses dons. Wölfl a, au côté de Lanz, contribué de manière significative au développement ultérieur de la liturgie de l'ordre.

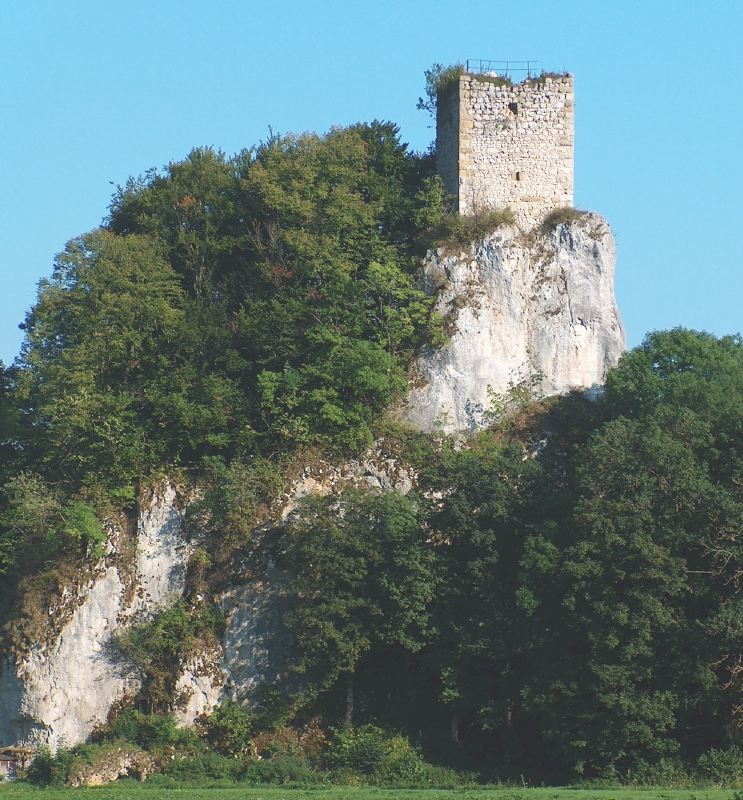
Ruines de Dietfurt (2005).

Dans les années 1920, une initiative émanant de membres du prieuré de Hollenberg visait à établir un prieuré dans le nord de l'Allemagne. En 1926, quelques frères ont acquis de vieux murs de terre près de la station balnéaire de Prerow, qui étaient connus sous le nom de Hertesburg. Une église en bois y fut construite et inaugurée en 1927 sous le nom de presbytère de Hertesburg. Cela a fonctionné comme un centre des activités de l'ordre jusqu'à ce que la zone soit ajoutée au parc national de Darß en 1935. Toujours en 1927, les ruines de Dietfurt dans le hameau de Dietfurt, près de la ville Hohenzollern de Sigmaringen, ont été inaugurées en tant que prieuré.
En 1932, Wölfl fonda le Lumenklub à Vienne, qui était étroitement lié à l'ONT en termes de personnel et avait pour but de faire connaître son idéologie à un public plus large. Le club a également servi de centre de recrutement de membres pour le NSDAP, qui a été interdit en Autriche à partir de 1933. En relation avec le Lumenklub, il y avait aussi l' Ostara-Rundschau, que Wölfl publia à partir de 1931 et qui était censé servir la coopération internationale des groupes de droite radicale.
L'ordre a atteint son apogée vers 1930 avec environ 300 à 400 membres. Vers la fin des années 30, comme toutes les autres « sectes » religieuses, elle fut dissoute par les autorités nazies.

## Conséquences
En 1942, Lanz a fondé le Nouvel Ordre des Templiers Vitalis dans l'ancien prieuré de l'ordre de Petena près de Waging am See, en Haute-Bavière, avec son ancien frère Georg Hauerstein. Cela a également accepté les membres féminins et a été actif jusqu'en 1973. Nicholas Goodrick-Clarke voit l'importance de l'ONT : « plus dans ce qu'elle a exprimé que dans ce qu'elle a accompli. Cela peut être considéré comme le symptôme d'un mécontentement diffus, dont le propre mélange d'inquiétudes, d'intérêts et de modes de vie typiques était clairement lié aux peurs subliminales au sein des sociétés autrichienne et allemande. Ses réponses élitistes et eschatologiques à ces craintes ont complété la pulsion génocidaire ».

## Littérature
- Nicholas Goodrick-Clarke : Les racines occultes du national-socialisme . Marixverlag, Wiesbaden 2004. (Chapitre L'Ordre des Nouveaux Templiers, pp. 96-109. )
- Walther Paape: C'est pourquoi nous avons fondé une maison-temple. L'Ordre des Nouveaux Templiers (Ordo Novi Templi, ONT) de Lanz von Liebenfels et son archipriorat Staufen à Dietfurt près de Sigmaringen . Gmeiner-Verlag, Meßkirch 2007.  (ISBN 3-89977-205-9).
- Walther Paape: Dans l'illusion d'être choisi. La religion de race de Lanz von Liebenfels, le Nouvel Ordre des Templiers et l'Archpriorat de Staufen à Dietfurt - une histoire austro-allemande . Gmeiner-Verlag, Meßkirch 2015.  (ISBN 978-3-8392-1720-7).